# Strato III
Strato III, död 10 f.Kr., var en indogrekisk monark. Han tillhörde Euthydemiddynastin, och var regerande monark av en indogrekisk monarki i Punjab mellan 25 f.Kr. och 10 f.Kr.